# Sava Bohinjska
De Sava Bohinjska (Duits: Wocheiner Save) is een rivier in de Sloveense statistische regio Gorenjska. De Sava Bohinjska is tevens een bronrivier van de Sava, alhoewel het qua lengte niet de grootste bronrivier is. De Sava Dolinka, de andere bronrivier, is vier kilometer langer. Als het echter gaat om debiet, is de Sava Bohinjska de grootste bronrivier. Het debiet meet bij de monding zo'n 21 m³/s. De bovenloop van de Sava Bohinjska wordt ook wel "Savica" genoemd. De Savica/Sava Bohinjska ontstaat uit de samenvloeiing van de Velika Savica en Mala Savica.

## Verloop

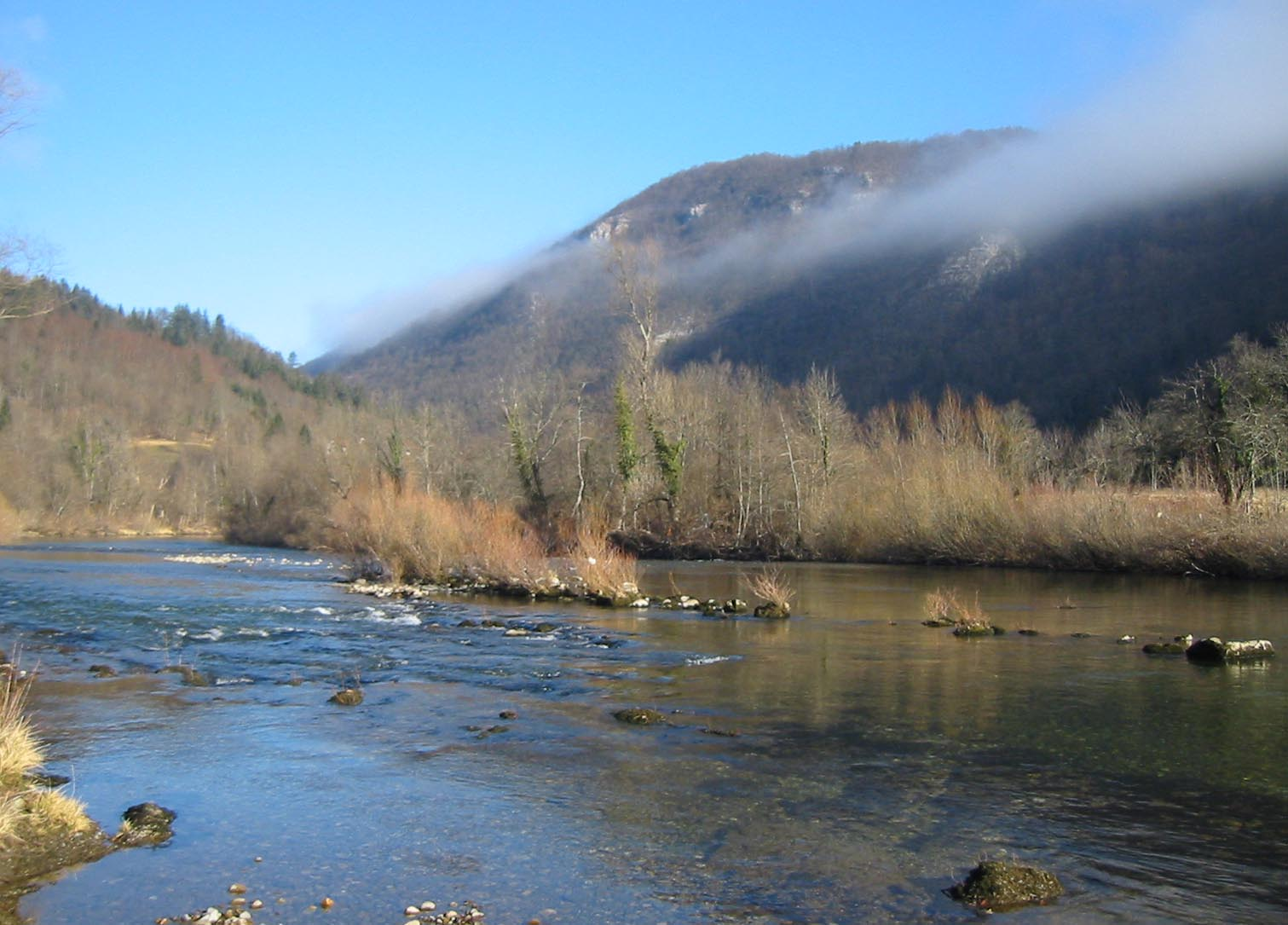
De Sava Bohinjska

De Sava Bohinjska begint in de buurt van Ukanc door de samenkomst van de Velika Savica en Mala Savica. De Velika Savica (Grote Savica) is de grootste van de twee en is tevens bekend vanwege haar bron, die ook wel bekend staat als de Savica-waterval. Na de samenkomst van deze twee bergbeken zetten ze zich samen voort als de Sava Bohinjska (hier ook wel "Savica" genoemd). Vervolgens bereikt de Sava Bohinjska het Meer van Bohinj en vormt hier een kleine delta, die jaarlijks veel sediment meevoert naar het meer. Uiteindelijk verlaat ze het meer weer ter hoogte van Ribčev Laz. Ondertussen stroomt de Sava Bohinjska verder en neemt ondertussen verschillende beekjes en andere waterlopen op, waardoor de rivier een groter debiet krijgt. Vervolgens bereikt de Sava Bohinjska het dorpje Bohinjska Bela om langs het Meer van Bled te stromen en daarna met de Sava Dolinka samen te vloeien en zo de Sava te vormen.
- Gemeinsame Normdatei: 4250408-9
- Virtual International Authority File: 240906406